# Hans Buzek
Johann „Hans” Buzek (Bécs, 1938. május 22. –) osztrák labdarúgócsatár.
Az osztrák válogatott tagjaként részt vett az 1958-as labdarúgó-világbajnokságon.